# Pasifajina skupina
Pasifajino skupina  je skupina nepravilnih satelitov (lun) Jupitra z retrogradnim gibanjem, ki imajo podobne značilnosti tirnice kot luna Pasifaja 

Velike polosi skupine so med 22,8 in 24,1 Gm (podobno kot Karmina skupina), naklon tira imajo med 144,5 ° in 158,3 ° in izsrednost tira med 0,25 in 0,43.
V skupini so naslednje lune (po oddaljenosti od Jupitra):
- Evridoma
- S/2003 J 23
- Hegemona
- Pasifaja (po njej ima skupina ime)
- Sponda
- Kilena
- Megaklita
- S/2003 J 4
- Kaliroja
- Sinopa
- Avtonoja
- Aeda
- S/2003 J 14 ali Kora

## Nastanek skupine
Skupina je verjetno nastala z zajetjem asteroida, ki je pozneje razpadel. Zajeti asteroid je imel okoli 60  km v premeru, kar je 99 % sedanje mase Pasifaje. Če bi tudi luno  Sinopo po nastanku prištevali k skupini potem je to 87 % izvornega asteroida.
V nasprotju s teorijami o nastanku Karmine in Anakine skupine vse študije lastnosti te skupine ne kažejo na nastanek skupine samo z razpadom enega telesa. Članice skupine imajo sicer podobne velikosti polosi tirnic, vendar imajo pri tem večjo statistično razpršenost naklonov tirnic tirnic. 
Sekularna resonaca (povzroča spremembe izsrednosti in  naklonov tirnic), ki je znana za Pasifajo in  Sinopo, bi lahko povzročila razpršenost nekaterih elementov tirnic. Pri tem bi lahko bila Sinopa ujeto telo, ki ni nastalo ob razpadu zajetega asteroida.
Razlika v barvah (siva za Pasifajo in svetlo rdeča za  Megaklito in  Kalirojo) tudi kaže na to, da skupina nima skupnega izvora.
Na naslednjem diagramu v polarnem koordinatnem sistemu so prikazani elementi tirnic v primerjavi z velikostjo posameznih članic Pasifajine skupine. Na eni osi je prikazana povprečna oddaljenost od Jupitra, na drugi pa naklon tirnice.